# 신흥사 석조아미타여래삼존좌상 및 복장물 일괄
신흥사 석조아미타여래삼존좌상 및 복장물 일괄(新興寺 石造阿彌陀如來三尊坐像 및 腹藏物 一括)은 울산광역시 북구 대안동 본존인 아미타여래와 좌우 협시는 대세지와 관음보살로 구성되어 있으며, 본존불은 1649년 영색에 의해, 좌우 협시보살상은 이 보다 늦은 17세기 후반경에 만들어진 불상으로 판단된다. 2019년 1월 10일 울산광역시의 유형문화재 제38호로 지정되었다.

## 울산 신흥사 석조아미타여래좌상
2021년 12월 22일 석조아미타여래좌상이 대한민국의 보물로 지정되었다.

## 현지 안내문
울산 신흥사 대웅전의 석조삼존불좌상은 각각 한 돌의 불석으로 제작된 불상으로 여러 번의 수리를 거친 것으로 보인다. 본존상 뒷면은 옷의 착의법과 관련 없는 왼쪽 어깨에서 오른쪽 겨드랑이로 흘러내리는 옷주름이 선각되어 있으며, 좌우협시의 보관은 원래 원통형으로 앞면에 문양이 없이 능형을 이루는 이단형식인데 후대에 나무로 별도의 장식물을 만들어 붙인 것으로 보인다. 그중 일부의 장식물을 탈락되어 있다. 이를 제외하면 다른 보존 상태는 양호하다.
삼존상은 중앙의 여래상을 중심으로 그 좌우에 보살상이 있는 구성이다. 좌우 협시는 본존과 비교해 20cm 이상 규격에서 큰 차이를 보일 뿐만 아니라 비례, 얼굴, 옷주름 표현 등 표현기법이 달라 서로 조각승에 의해 조성된 것으로 보인다.
본존인 여래상은 짧은 목에 머리를 숙인 결가부좌의 자세에 변형된 항마촉지인(降魔觸地印)을 취하였는데 손목이 휘어 있는 왼손은 손바닥을 펴 다리 위에 두고 오른손은 손 등을 위로 하여 엄지는 손바닥 안으로 넣고 중지와 약지를 구부린 모습이다. 짧은 상반신에 비해 결가부좌한 다리 간격이 넓고 무릎이 높은 편이어서 하체의 무게감이 느껴지며, 양팔의 측면도 두껍다.
머리와 육계의 경계가 없이 반원형 중간계주와 정상부에 원통형 정상계주가 있으며, 작은 입자의 나발을 조각하였다. 턱이 수평으로 강조된 얼굴은 너비가 넓은 얼굴에 맞추어 눈썹선이 길며, 이와 이어지는 작은 오뚝한 코, 눈꼬리가 올라간 긴 눈, 깊게 패인 입술 가장자리와 볼록하게 올라온 턱 등을 특징으로 인상은 온화하면서도 개성 있다. 짧은 목에는 좁은 간격의 삼도선이 있다.
착의법은 오른팔에 편삼을 입고 그 위에 대의를 입었으며, 오른쪽 어깨의 대의면은 얇으면서도 층단식의 끝단이 두꺼운 불석조각의 특징이 드러나 있다. 가슴 아래의 대각선으로 접은 승각기와 배 앞에서 서로 교차된 대의와 편삼자락이 다리 위로 흘려 내려 있으며, 양 무릎으로부터 발목으로 올라가는 규칙적인 옷주름과 양 다리 사이에 넓게 접은 옷주름을 중심으로 옷자락이 양측으로 펼쳐 놓은 듯 표현하였다. 왼쪽 손목을 두른 대의자락은 밑으로 흘려내려 왼쪽 무릎 위에 마치 나뭇잎 모양으로 접혀 있다.
좌우 협시보살상은 얼굴, 신체비례, 법의를 입은 모습이 거의 비슷하다. 좁은 어깨에 결가부좌한 다리 폭이 좁으며, 하반신의 무게감이 줄었다. 보편적으로 좌우협시상은 수인이 대칭 이루는데 반해 두 상은 서로 다른 수인인데 우협시는 다리 위에 양손을 포갠 선정인에 원반형 지물을 쥔 매우 특이한 예이며, 좌협시는 오른손의 바닥을 위로 해 손목이 휘어진 모습이 본존의 왼손과 비슷하며, 왼손은 촉지인을 하였다. 얼굴은 너비가 넓고 긴 눈썹선에 큼직한 코, 사선으로 올라간 긴 눈, 옴폭 패인 인중과 입가에 미소가 있는 입술은 아랫입술의 가장자리를 파내어 입술선이 도드라져 보이며 표정은 밝고 온화한 인상이다. 상반신이 짧고 변형통견식의 대의에 옷주름이 얇고 목덜미의 옷깃이 끝이 사선으로 잘려 있으며, 다리를 덮은 옷자락 주름은 일정한 간격으로 흘러 내려 끝이 살짝 접혀있는 등에서 조각승의 특징이 드러나 있다.

## 참고 자료
- 울산 신흥사 석조아미타여래삼존좌상 및 복장물 일괄 - 국가유산청 국가유산포털